# 25 tháng 12
Ngày 25 tháng 12 là ngày thứ 359 (360 trong năm nhuận) trong lịch Gregory. Còn 6 ngày trong năm.

## Sự kiện
- 36 – Sau khi Công Tôn Thuật tử chiến vào hôm trước, Diên Sầm đầu hàng dâng Thành Đô cho quân Đông Hán, Đông Hán chiếm được đất Thục.
- 274 – Hoàng đế La Mã Aurelianus hạ lệnh xây một ngôi đền thờ Sol Invictus.
- 333 – Hoàng đế La Mã Constantinus Đại đế trao cho con út là Constans I tước Caesar.
- 336 - Lần đầu tiên Lễ Giáng Sinh được tiến hành tại La Mã Cổ đại theo ghi chép của các văn bản.
- 350 – Vetranio gặp Constantius II tại Naissus (Serbia) và bị buộc phải thoái vị (Caesar). Constantius cho phép ông tiếp tục sống như một công dân và được hưởng trợ cấp.
- 508 – Quốc vương của người Frank Clovis I được thanh tẩy để hiệp nhất với tín ngưỡng Ki-tô giáo tại Reims.
- 800 – Charlemagne đăng quang hoàng đế của Đế quốc La Mã Thần thánh tại thành La Mã.
- 967 – Giáo hoàng Gioan XIII phong Otto II làm đồng hoàng đế của Đế quốc La Mã Thần thánh cùng với cha.
- 1000 – István I thành lập nên Vương quốc Hungary, một vương quốc Kitô giáo.
- 1066 – Công tước xứ Normandy William đăng quang quốc vương của Vương quốc Anh tại Tu viện Westminster, Luân Đôn.
- 1559 – Giáo hoàng Piô IV được bầu.
- 1643 – Thuyền trưởng William Mynors của Công ty Đông Ấn Anh phát hiện và đặt tên cho Đảo Christmas, tức đảo Giáng Sinh, trên Ấn Độ Dương.
- 1868 – Tổng thống Hoa Kỳ Andrew Johnson ban lệnh ân xá vô điều kiện cho toàn thể binh sĩ của Liên minh quốc tham gia trong Nội chiến Hoa Kỳ.
- 1915 – Quân phiệt Thái Ngạc tuyên bố Vân Nam độc lập, khởi đầu Chiến tranh hộ quốc tại Trung Quốc.
- 1926 – Dụ Nhân thân vương Hirohito trở thành thiên hoàng của Nhật Bản, đặt niên hiệu là Chiêu Hòa.
- 1927 – Một số thành viên của Nam Đồng Thư xã thành lập nên Việt Nam Quốc dân Đảng trong một cuộc họp bí mật tại Hà Nội, Đông Dương thuộc Pháp.
- 1932 - Một trận động đất 7,6 độ richter ở Cam Túc, Trung Quốc.
- 1936 – Sự biến Tây An: Ủy viên trưởng Ủy ban quân sự Chính phủ Quốc dân- Viện trưởng Hành chính viện Trung Hoa Dân Quốc Tưởng Giới Thạch được trả tự do và đích thân Trương Học Lương đưa ông đi máy bay về Nam Kinh.
- 1941 – Chiến tranh thế giới thứ hai: Tổng đốc Hồng Kông Mark Aitchison Young dẫn đạo quân Anh đóng tại Bán Đảo Tử Điếm đầu hàng quân đội Nhật Bản, trận Hồng Kông kết thúc, bắt đầu thời kỳ Nhật Bản cai trị Hồng Kông.
- 1950 – Chiến tranh Đông Dương: Chiến dịch Trần Hưng Đạo khởi đầu khi quân Liên hiệp Pháp tiến công vào lãnh thổ do Việt Minh kiểm soát ở Vĩnh Yên-Phú Thọ.
- 1953 – Hoa Kỳ trao trả quyền quản trị quần đảo Amami cho Nhật Bản.
- 1989 – Cựu lãnh tụ cộng sản Romania Nicolae Ceauşescu cùng phu nhân là Phó thủ tướng thứ nhất Elena Ceaușescu bị kết tội tử hình trong một phiên tòa chiếu lệ và bị hành hình.
- 1991 – Mikhail Gorbachev từ chức Tổng Bí thư Đảng Cộng sản Liên Xô. Cuộc trưng cầu dân ý tại Ukraina hoàn thành và Ukraina chính thức thoát ly Liên Xô.
- 2000 – Các đại diện của chính phủ Việt Nam và Trung Quốc ký kết Hiệp định Phân định Vịnh Bắc Bộ và Hiệp định hợp tác nghề cá ở Vịnh Bắc Bộ tại Bắc Kinh.
- 2000 – Tổng thống Nga Vladimir Vladimirovich Putin ký thành luật về việc hình thành Quốc ca Nga mới, với phần nhạc dựa theo Quốc ca Liên Xô.
- 2009 – Umar Farouk Abdulmutallab không thành công trong một nỗ lực khủng bố chống Hoa Kỳ trên một chuyến bay đến Detroit của hãng Northwest Airlines.
- 2010 – Trung Hoa Dân Quốc thành lập và sáp nhập nên các trực hạt thị Tân Bắc, Đài Trung, Đài Nam, Cao Hùng.
- 2021 – Kính thiên văn Không gian James Webb được phóng vào không gian.

## Sinh
- 6 TCN – Jesus: Nhân vật lịch sử người Do Thái, nhà thuyết giảng, người chữa lành và là người sáng lập ra Kitô giáo (m.33 SCN)
- 1642 – Isaac Newton, nhà vật lý, nhà thiên văn học, nhà triết học, nhà toán học, nhà thần học và nhà giả kim người Anh (theo lịch Julius), 25 tháng 12 năm 1643 theo lịch Gregory.
- 1796 – Karl Friedrich von Steinmetz, quý tộc và tướng lĩnh quân đội người Đức (m. 1877)
- 1849 – Nogi Maresuke, tướng lĩnh quân đội người Nhật Bản, tức 11 tháng 11 năm Kỉ Dậu (m. 1912)
- 1876 – Muhammad Ali Jinnah, luật sư và chính trị gia người Ân Độ-Pakistan, người sáng lập nên Pakistan (m. 1948)
- 1876 – Adolf Otto Reinhold Windaus, nhà hóa học người Đức, đoạt giải Nobel (m. 1959)
- 1886 – Gotthard Heinrici, tướng lĩnh người Đức (m. 1971)
- 1887 – Conrad Nicholson Hilton, doanh nhân người Mỹ (m. 1979)
- 1899 – Humphrey Bogart, diễn viên người Mỹ (m. 1957)
- 1902 – Đặng Thai Mai, giáo sư, nhà văn, nhà phê bình văn học Việt Nam (m. 1984)
- 1904 – Gerhard Herzberg, nhà vật lý học và hóa học người Đức-Canada, đoạt giải Nobel (m. 1999)
- 1906 – Ernst Ruska, nhà hóa học người Đức, đoạt giải Nobel (m. 1988)
- 1918 – Anwar Al-Sadad, chính trị gia người Ai Cập, tổng thống của Ai Cập, đoạt giải Nobel (m. 1981)
- 1924 – Đinh Gia Khánh, nhà nghiên cứu văn hóa và văn học người Việt Nam (m. 2003)
- 1927 – Ram Narayan, nhạc công người Ấn Độ
- 1931 – 
  - Bắc Sơn, nhạc sĩ người Việt Nam (m. 2005)
  - Nguyễn Thị Oanh, nhà hoạt động xã hội người Việt Nam (m. 2009)
- 1933 – 
  - Phan Văn Khải, chính trị gia người Việt Nam, thủ tướng của Việt Nam (m. 2018)
  - Nguyễn Vĩnh Nghiệp, chính trị gia, nhà hoạt động xã hội người Việt Nam (m. 2007)
- 1935 – Phạm Trọng Cầu, nhạc sĩ người Việt Nam (m. 1998)
- 1936 – Alexandra, thành viên vương thất Anh Quốc
- 1944 – Jairzinho, cầu thủ bóng đá người Brasil
- 1945 – Lê Văn Dũng, tướng lĩnh quân đội người Việt Nam
- 1949 – Nawaz Sharif, chính trị gia người Pakistan, thủ tướng của Pakistan
- 1964 – Gary McAllister, cầu thủ bóng đá người Anh Quốc
- 1971 – Dido, ca sĩ-người viết ca khúc người Anh
- 1976 – Tuomas Holopainen, người viết ca khúc, nhạc công, nhà sản xuất âm nhạc người Phần Lan
- 1979 - Hứa Vĩ Văn, nam ca sĩ, người mẫu và diễn viên người Việt Nam

## Mất
- 317 TCN – Philippos III, quốc vương của Vương quốc Macedonia (s. 358 TCN)
- 795 – Giáo hoàng Ađrianô I (s. 700)
- 824 – Hàn Dũ, quan lại nhà tư tưởng, nhà thơ triều Đường, tức 2 tháng 12 năm Giáp Thìn (s. 768)
- 1860 – Nguyễn Phúc Hòa Thận, phong hiệu Định Thành Công chúa, công chúa con vua Minh Mạng (s. 1834)
- 1887 – Alfred von Kaphengst, sĩ quan người Đức (s. 1828)
- 1888 – Friedrich August von Etzel, sĩ quan người Đức (s. 1808)
- 1899 – Elliott Coues nhà điểu học người Mỹ (s. 1842)
- 1926 – Thiên hoàng Đại Chính của Nhật Bản (s. 1879)
- 1977 – Charlie Chaplin, diễn viên người Anh (s. 1889)
- 1983 – Joan Miró, họa sĩ người Tây Ban Nha (s. 1893)
- 1989 – Nicolae Ceauşescu, chính trị gia người Romania (s. 1918)
- 1992 – Hoàng Quốc Việt, chính trị gia người Việt Nam (s. 1905)
- 2005 – Ngô Xuân Quýnh, cầu thủ bóng đá người Việt Nam (s. 1933)
- 2006 – James Brown, ca sĩ người Mỹ (s. 1933)
- 2010 – Carlos Andrés Pérez, chính trị gia người Venezuela, tổng thống của Venezuela (s. 1922)

## Những ngày lễ và kỷ niệm
- Giáng sinh